# Jenni Olson

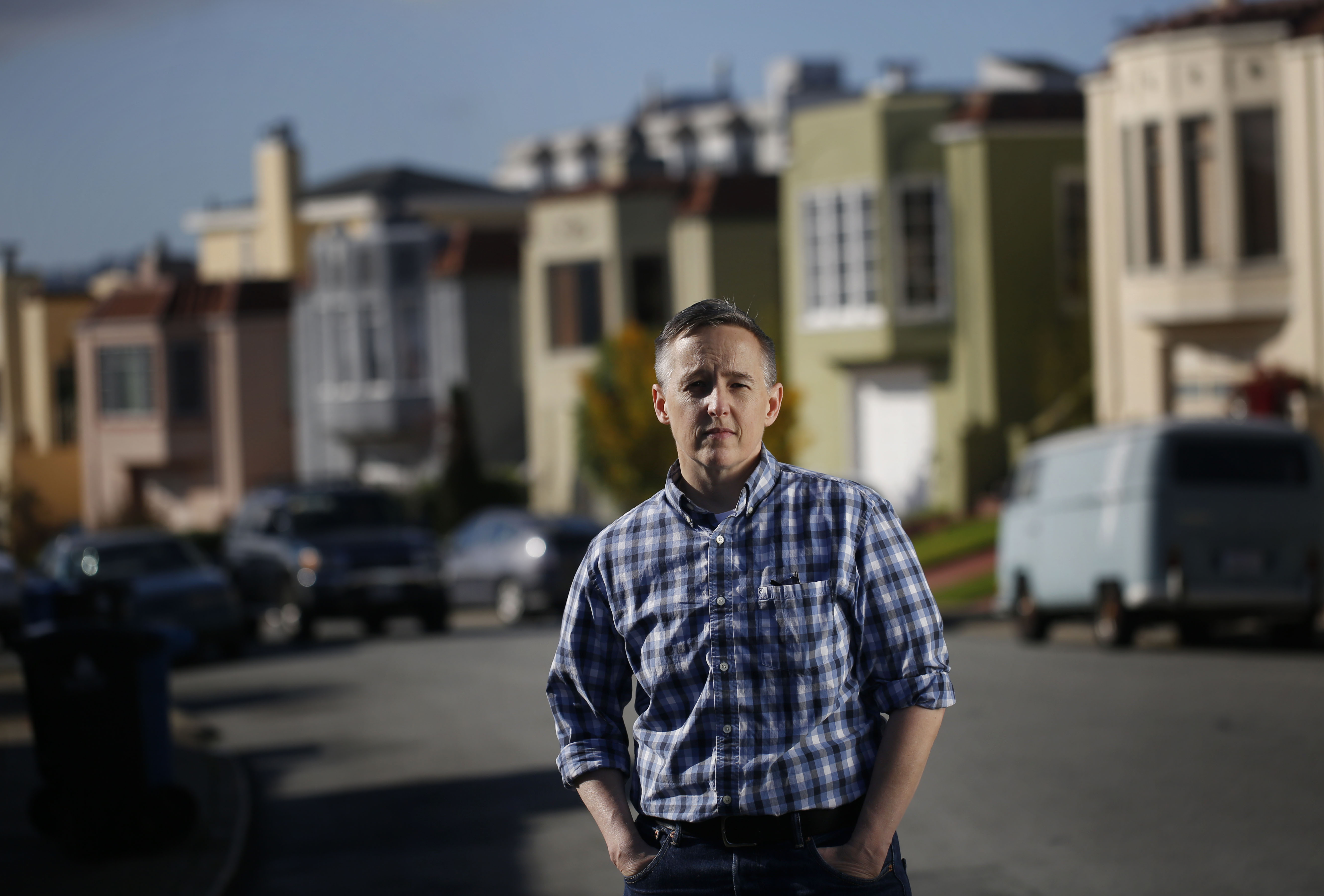
Jenni Olson – Porträt in der Royal Road

Jenni Olson (geboren 1962 in Falcon Heights, Minnesota) ist eine amerikanische Filmkuratorin, Archivarin, Filmregisseurin, Autorin, Filmproduzentin und LGBT-Filmhistorikerin.

## Leben und Wirken
Jenni Olson studierte Filmwissenschaft an der University of Minnesota. Olsons Filme, Videos und kuratierte Ausstellungen als Filmhistorikerin und Filmproduzentin wurden mehrfach auf internationalen Filmfestivals, wie dem Sundance Film Festival, dem Internationalen Filmfestspielen Berlin, dem Toronto International Film Festival, in Museen wie dem Museum of Modern Art, Galerien sowie in Kinos gezeigt und mit Auszeichnungen versehen.
Ihre beiden Essayfilme in Spielfilmlänge The Joy of Life (2005) und The Royal Road (2015) hatten ihre Premiere auf dem Sundance Film Festival.
Olsen besitzt ein großes Archiv seltener LGBT-Filmkopien und Fotografien, welche sie in ihrer Funktion als Filmhistorikerin archiviert. Mit dem Queer Photo Archive hat sie sich dem Erhalt von Fotomaterialien gewidmet. Das Havard Film Archiv erwarb im April 2020 Olsons persönliche Sammlung von LGBTQ-Filmmaterialien. Die Havards Jenni Olson Queer Film Collection repräsentiert 30 Jahre LGBT-Filmgeschichte. Mit dem Queer Photo Archive hat sie sich dem Erhalt von Fotomaterialien gewidmet. Beim The Bressan Project, welches sich hauptsächlich mit Filmrestaurierung und Wiederveröffentlichung der Filme des schwulen Filmemachers Arthur J. Bressan beschäftigt, fungiert sie als Co-Direktorin. Für ihre Arbeit als Filmhistorikerin wurde sie für den Lambda Literary Award nominiert.
Olson war die Co-Direktorin des San Francisco International LGBTQ Film Festivals, des ältesten und größten Queer-Filmfestivals der Welt. Mehr als ein Jahrzehnt lang arbeitete sie als Marketingdirektorin beim LGBT-Filmverleih Wolfe Video. Dort begründete Olson die globale LGBT-Streaming-VOD-Plattform WolfeOnDemand.com. Olson ist Mitbegründerin der Online-Plattform PlanetOut.com und des Outfest Queer Brunch im Kontext des Sundance Film Festivals. Olson ist darüber hinaus als Beraterin im Bereich digitaler Filmvertrieb und Marketing tätig. Für das Filmmaker Magazine, The Advocate und The Francisco Bay Guardian verfasst sie Filmkritiken, eine eigene Film-Kolumne hat sie bei Logo TV mit der Sendung NewNowNext.
Die Teddy Foundation würdigte im Jahr 2021 ihr vielseitiges und langjähriges Engagement für die Sichtbarkeit queerer Filmgeschichte mit dem Teddy Award im Rahmen der 71. Berlinale. „Sie kämpft um die Erhaltung und Verbreitung von filmischen Nachlässen und verwaisten Filmkopien, fördert aufstrebende Talente und schafft ihr eigenes filmisches Oeuvre. Sie greift dabei auf ein queeres Filmnetzwerk zurück, welches sie selbst über die Jahrzehnte durch ihre Kollaborationen und Einfluss gestärkt und erweitert hat. Jenni Olson verkörpert, lebt und schafft queere Film-Kultur.“
Olson lebt in Berkeley, Kalifornien.

## Filmografie (Auswahl)
Einige Filme sind auf Olsons Homepage frei zugänglich
- 1994: Sometimes
- 1998: Blue Diary
- 2000: Meep Meep!
- 2005: The Joy of Life
- 2008: 575 Castro St.
- 2015: The Royal Road

Archivierte Filme (Auswahl)
- Produktion von 1967: Queens at Heart. Pre Stonewall Trans Women speak
- Produziert zwischen 1953 und 1977: Homo Promo – Vintage LGBT Film
- Produziert zwischen 1952 und 1976: Afro Promo – Trailer von Black Cinema

Mitarbeit an Filmprojekten (Auswahl)
- 1996: Jodie: An Icon, Dokumentarfilm, Regie: Pratibha Parmar
- 2001: By Hook or By Crook, Featurefilm, Regie:Harry Dodge und Silas Howard
- 2006: Fabulous!: The Story of Queer Cinema, Dokumentarfilm, Regie: Lesli Klainberg und Lisa Ades
- 2018: Interviewee, Dykes! Camera! Action! Dokumentarfilm, Regie: Caroline Berler
- 2020: Disclosure: Trans Lives on Screen, Dokumentarfilm, Regie: Sam Feder